# Simon van Vexin
Simon van Valois (1048 - Rome, 1081), bijg. Simon van Crépy, was een zoon van Rudolf IV van Vexin en van Adelheid van Bar-sur-Aube. Hij volgde in 1074 zijn vader op als graaf van Vexin, Amiens en Valois en heer van Elbeuf.
Hij verkreeg een aantal andere bezittingen in Champagne, die onder gezag van Filips I van Frankrijk stonden. Simon bood gedurende 3 jaar weerstand tegen de koning van Frankrijk., maar staakte ten slotte de strijd op aanbeveling van paus Gregorius VII en huwde met de dochter van de graaf van Auvergne.
Later stond hij zijn bezittingen in Valois af aan zijn zuster Adèle, door huwelijk gravin van Vermandois, en beide echtelieden traden in 1077 in het klooster. Andere bezittingen gingen naar de bisschop van Amiens en naar het kroondomein en de hertog van Normandië.
Simon trok op pelgrimstocht naar Rome, maar hij werd daar ziek en kreeg de sacramenten uit de handen van paus Gregorius VII, alvorens in 1081 te overlijden. Simon werd zalig verklaard en wordt nog steeds vereerd in Mouthe, het dorp dat gesticht werd door het klooster waar Simon verbleven had.